# Streichquintett (Kaminski)
Das Streichquintett fis-Moll ist die umfangreichste kammermusikalische Komposition von Heinrich Kaminski. Es ist für zwei Violinen, zwei Bratschen und Violoncello geschrieben.

## Entstehungsgeschichte
Mit der Arbeit an dem Streichquintett begann Kaminski gegen Ende des Jahres 1914. Er arbeitete eher langsam an dem Stück, sodass die Entstehung des Werkes ganze zwei Jahre dauerte. Unterbrechungen durch Einberufungen Kaminskis zum Kriegsdienst jeweils im März 1915 und 1916 zogen den Kompositionsprozess noch weiter in die Länge. Nachdem das Quintett Ende 1916 vollendet worden war, fand am 12. März 1917 in München durch Gertrud Schuster-Woldan, Valentin Härtl, Giacinta della Rocca, Philipp Hass und Johannes Hegar die erfolgreiche Uraufführung statt. Im gleichen Jahr gelangte das Werk beim Münchner Verlag Otto Halbreiter in Druck. Später übernahm es die Universal Edition in Wien.
Im März 1927 erstellte der Komponist eine Neufassung des Streichquintetts, in welcher er die Grundstruktur der Komposition allerdings unangetastet ließ und sich auf Änderungen in der Instrumentation und das gelegentliche Hinzufügen oder Wegnehmen von Nebenstimmen beschränkte. Kurze Zeit später erstellte Kaminskis Schüler Reinhard Schwarz-Schilling eine Bearbeitung für Streichorchester, die unter dem Titel "Werk für Streichorchester" 1928 bei der Universal Edition veröffentlicht und am 22. Februar 1929 in Wuppertal unter Leitung von Franz von Hoeßlin uraufgeführt wurde.
Heinrich Kaminskis Streichquintett gilt als eines der bedeutendsten Werke seiner Gattung, wird aber wegen der sehr hohen Anforderungen, die es an die Ausführenden stellt – so vermochten die Musiker der Uraufführung das Stück erst nach ungefähr 25 Proben zu meistern –, nur selten gespielt.

## Das Werk
Das ungefähr 55 Minuten dauernde Quintett besteht aus vier Sätzen, deren Aufbau sich auf traditionelle Formen zurückführen lässt. Diese werden aber – für Kaminski typisch – ziemlich frei gehandhabt. Die Satzweise des Werkes ist, wie in den meisten anderen Werken des Komponisten, von strenger Polyphonie bestimmt.

### 1. Satz: Adagio – Allegro – Andante
Im sonatenförmigen Kopfsatz (fis-Moll, meist ¾-Takt) spielt sich das Geschehen auf drei verschiedenen Tempoebenen ab. Zu Beginn werden die beiden Grundelemente des ersten Expositionsteils vorgestellt: Auf ein zweitaktiges Adagio-Motiv folgt ein ebenfalls zwei Takte langes Motiv im Allegro. Der Vorgang wiederholt sich, das Allegro-Motiv versucht sich zu entfalten, wird aber noch zweimal von jeweils zwei Adagio-Takten unterbrochen, bevor es sich ab Takt 21 durchsetzen kann. Der zweite Abschnitt der Exposition ist in Takt 47 erreicht. Aus dem Allegro-Motiv des vorhergehenden Teils wird hier ein Andante in A-Dur gebildet. Nach einem Tonartwechsel zu f-Moll beschleunigt sich das Zeitmaß zum Allegro, wird aber erneut von Adagio-Takten unterbrochen. Die in Takt 74 einsetzende Schlussgruppe steht wieder im Andante. Hier werden die beiden Anfangsmotive übereinander geschichtet. Tempowechsel zwischen Allegro und Andante kündigen die Durchführung an, die in Takt 110 beginnt, sich für das Allegro-Zeitmaß entscheidet und mit Ausnahme eines sehr ruhigen Abschnitts in Takt 158 bis 164 auch darin verharrt. Die bereits in der Exposition in unterschiedlicher Weise benützten beiden Hauptmotive erscheinen hier in vielfältigen neuen Varianten und Kombinationen. Ab Takt 175 wiederholen sich die Tempowechsel des Satzanfangs, was den Eintritt der stark verkürzten Reprise markiert. Der zweite Expositionsteil wird hier nur noch angedeutet, der dritte ganz ausgespart. Nach vier retardierenden Poco-Adagio-Takten des Violoncellos bricht in Takt 203 die kurze Coda los, die den Satz Allegro risoluto abschließt.

### 2. Satz: Andante
Der langsame zweite Satz (A-Dur, meist ¾-Takt), der attacca an den ersten angeschlossen werden soll, kann formal als erweiterte Liedform interpretiert werden. Er beginnt pianissimo mit gedämpften Instrumenten. Wie im ersten Satz treten hier keine eigentlichen Themen auf. Vorrangig herrscht ruhige Achtelbewegung vor. Ein neuer Abschnitt beginnt mit Takt 27, er zeichnet sich zu Beginn durch fugierte Strukturen aus. Ab Takt 53 folgt eine Wiederaufnahme der Musik des Satzanfangs, die im weiteren Verlauf auch Bewegungselemente des zweiten Abschnitts mit einbezieht. Klanglich fallen hier Flageoletttöne der ersten Violine und später der ersten Bratsche auf. Ein etwas schnellerer Mittelteil, der überwiegend in Sechzehntelbewegung gehalten ist, schließt sich in Takt 86 an. Bei Takt 104 folgt eine freie Variation des ersten Teils. Sie mündet bei Takt 130 in eine knappe Adagio-Coda, die aus dem ersten Motiv des Kopfsatzes gebildet ist.

### 3. Satz: Allegro grazioso – Andantino – Allegro leggiero
Im scherzoartigen dritten Satz (fis-Moll) erlangen Taktwechsel eine besondere Bedeutung. Das Hauptthema schwankt zunächst zwischen 4/4- und 3/4-Takt – mit zwei eingeschobenen 3/2-Takten – um sich in einem fortführenden Zwischenteil vorübergehend für den 3/4-Takt zu entscheiden. Es folgt eine variierte Wiederaufnahme des 4/4-3/4-Anfangs, die in eine wieder im 3/4-Takt stehende Tranquillo-Episode mündet. Eine bewegte, triolisch gehaltene Überleitung führt in den das Trio vertretenden Andantino-Teil (cis-Moll), der in Takt 87 beginnt und durchgängig den 3/4-Takt verwendet. Hier dominieren überwiegend aufsteigende und niederstürzende Skalen und Akkordbrechungen in Achtelbewegung. Der kurze mittlere Abschnitt von Takt 111 bis Takt 121 erscheint eher als Fortspinnung und bildet kaum einen Kontrast zu den beiden sich ähnelnden Außenteilen. Es folgt ab Takt 146 eine sehr freie Reprise des Scherzos, nun mit Allegro leggiero bezeichnet. Statt des Schwankens zwischen 4/4- und 3/4-Takt wird nun ein Wechsel von 5/4- und 3/4-Takt verwendet. Die Coda ab Takt 225 steht vorrangig im 3/2-Takt und knüpft zunächst an das Andantino an, dann führt eine Allegro-Überleitung zum Finale.

### 4. Satz: Fuga
Der letzte und gewichtigste Satz des Quintetts (fis-Moll) ist in Form einer großen Fuge komponiert, die mit ca. 20 Minuten Dauer mehr als ein Drittel der Gesamtspielzeit einnimmt. Sie ist alles andere als schulmäßig gestaltet, was sich bereits darin niederschlägt, dass das Fugenthema zu Beginn in einem durchbrochenen Wechselspiel gegenseitiger Ergänzung von allen fünf Streichern vorgetragen wird und nicht, wie meist üblich, zunächst von einem Instrument allein. Im Folgenden stehen auch nicht die kontrapunktischen Ausgestaltungen im Mittelpunkt – wenngleich der ganze Satz in rein handwerklicher Hinsicht höchst kunstvoll gearbeitet ist –, sondern die stetige Weiterentwicklung des thematischen Materials, wobei neben dem eigentlichen Fugenthema noch ein punktierter Kontrapunkt besondere Bedeutung erlangt. Streng genommen besteht das Finale damit eigentlich aus einer Kette aneinander gereihter Teilfugen, die alle von Variationen des gleichen Grundgedankens ihren Ausgang nehmen.
Die Exposition bzw. erste Durchführung der Fuge hat energisch vorandrängenden Charakter, steht im 4/4-Takt und bewegt sich meist in raschen Sechzehnteln. Die sehr ruhige zweite Durchführung (Takt 86–105) im 12/8-Takt ist dagegen deutlich langsamer und lyrischer gehalten, überwiegend spielen die Instrumente sehr leise. Die folgenden vier Durchführungen (Takt 106–144, Takt 145–187, Takt 188–253, Takt 236–248), die meist im 2/4-Takt stehen, sind wieder bewegter. In den sie verbindenden Überleitungsteilen werden jedoch die Tempowechsel des Kopfsatzes wieder aufgenommen: Regelmäßig brechen hier langsame Takte durch, die wie retardierende Momente wirken und gegen die sich das schnelle Zeitmaß immer wieder durchsetzen muss. Nach einem längeren, sehr ruhigen 4/4-Einschub folgt in Takt 259 die letzte Durchführung im 4/8-Takt und Allegro-Tempo, die in Takt 295 in die Coda einmündet. Eine ausgedehnte Orgelpunktpassage leitet hier die furiose Schlusssteigerung ein, die in den letzten Takten die Dynamik bis zum fortefortissimo führt. Der abschließende Fis-Dur-Akkord folgt jedoch subito piano.